# Giovanni III di Brabante
Giovanni III di Brabante, detto il "trionfante" (1296 circa – Bruxelles, 5 dicembre 1355), fu duca di Brabante e duca di Limburgo dal 1312 fino alla sua morte.

## Origine
Giovanni era l'unico figlio legittimo del duca di Lorena e del Brabante e duca di Limburgo, Giovanni II di Brabante e della moglie, Margherita d'Inghilterra.

## Biografia
Suo padre, che soffrì per tutta la vita di calcolosi renale e voleva assicurare una successione pacifica al figlio ed erede, il 27 settembre 1312 firmò la Carta di Kortenberg; l'accordo prevedeva che un consiglio, composto dai rappresentanti delle città e della nobiltà, si riunisse ogni tre settimane per garantire nel ducato l'osservanza dei privilegi e delle consuetudini.
Suo padre morì esattamente un mese dopo la firma della Carta di Kortenberg, e dopo la morte venne tumulato nella Concattedrale di San Michele e Santa Gudula a Bruxelles..
L'ascesa di Giovanni III al trono nel 1312 fu segnata dal malcontento popolare, dovuto al fatto che i beni dei Brabantesi all'estero vennero confiscati a causa dei debiti che suo padre e suo nonno avevano accumulato, e poiché i consiglieri del giovane duca non rispettavano la Carta di Kortenberg. In cambio del rispetto della Carta, dell'affidamento a un curatore delle finanze ducali, e di nuovi privilegi per le città brabantesi, i cittadini accettarono di pagare i debiti dei duchi.
Nel 1314 le città ottennero il diritto di ratificare le nomine degli alti ufficiali del ducato, di dare il consenso a qualsiasi alienazione di beni demaniali e di supervisionare il conio delle monete.
Nel 1315 prestò aiuto al vescovo di Liegi Adolfo II di Mark, in lotta contro i suoi sudditi in rivolta. Nei decenni successivi combatté contro numerosi dei signori a lui vicini, a cominciare dal re di Francia Filippo VI, che voleva isolare commercialmente le Fiandre, cosa che andava contro gli interessi economici del Brabante. Altro motivo di attrito fu l'asilo concesso a Roberto III d'Artois dopo che questi era stato bandito dalla Francia nel 1332. Giovanni dovette affrontare quindi una serie di scontri con un gran numero di principi e baroni tedeschi, tra cui suo cugino Giovanni I di Boemia, sino a che lo stesso Filippo VI lo convocò a Compiègne, dove teneva la corte, e sancì la riconciliazione con la promessa di matrimonio tra il figlio maggiore di Giovanni e Maria, figlia di Filippo III di Navarra.
In seguito l'intervento del sovrano fu necessario per dirimere alcune dispute fra il Brabante e la diocesi di Liegi.
All'inizio del 1334 Giovanni scese nuovamente in guerra, contro Luigi I di Fiandra, riguardo al controllo di Mechelen, e in suo aiuto accorsero tra gli altri Filippo di Navarra, Carlo d'Étampes, Carlo II d'Alençon; una sentenza arbitrale fu emessa da Filippo VI il 27 agosto 1334, ma un accordo definitivo venne solo due anni dopo.
Edoardo III d'Inghilterra lo aveva attirato nell'orbita inglese, sia con l'oro che attraverso la mediazione di Guglielmo I di Hainaut, staccandolo dall'alleanza col regno di Francia; nel 1338, si recò di persona ad Anversa ad accogliere Edoardo III, e allo scoppiare della guerra dei cent'anni Giovanni accompagnò Edoardo III in varie spedizioni. Come rappresaglia Filippo VI di Francia fece sequestrare i beni dei Brabantesi in Francia, e i borghesi di Bruxelles si rivoltarono ancora una volta contro il duca. Giovanni III intervenne energicamente e fece giustiziare uno dei capi.
Negli anni successivi al 1340 iniziarono a raffreddarsi i rapporti - mai molto calorosi - con l'Inghilterra; preferendo avvicinarsi al potente vicino francese combinò per le figlie matrimoni politici con i più prossimi alleati del regno di Francia: il duca di Lussemburgo, il conte di Fiandra (contribuendo ad allontanare le Fiandre dall'influenza inglese), e il duca di Gheldria. Gli accordi di Saint-Quentin del giugno 1347 videro passare definitivamente il Brabante nell'orbita francese, portando notevoli vantaggi economici ai cittadini del Brabante nei commerci con il regno di Francia.
Nel 1350 confermò i privilegi dei Brabantesi, e ottenne poi dall'imperatore Carlo IV che nella "Bolla d'oro" venisse sancita l'intangibilità per i sudditi del Ducato da parte della giustizia civile e penale delle corti tedesche..
Giovanni III morì il 5 dicembre 1355, essendo già morti i tre figli maschi, dopo aver raccomandato agli stati generali del Brabante di servire fedelmente la sua erede, la figlia primogenita Giovanna e il di lei marito, il Duca di Lussemburgo, Venceslao I. Giovanna succedette al padre.
Il corpo di Giovanni III venne trasportato a Villers-la-Ville e inumato in un mausoleo al centro del coro della chiesa dei cistercensi dell'abbazia di Villers-la-Ville.

## Matrimonio e discendenza
Giovanni, nel 1311 aveva posato Maria d'Évreux (1303 - 1335). Il matrimonio era stato concordato e aveva ricevuto la dispensa per consanguineità da Papa Clemente V nel 1308 e fu consumato solo dopo il 1314. Maria, che aveva portato in dote una cospicua somma di denaro, pagata in diverse rate, morì il 30 ottobre 1335 e fu inumata nella chiesa dei francescani a Bruxelles.
Da Maria Giovanni ebbe sei figli:
- Giovanna (1322-1406), duchessa di Brabante e Limburgo, sposata nel 1334 a Guglielmo II di Hainaut (1307-1345), in seconde nozze nel 1352 con Venceslao I di Lussemburgo (1337-1383)
- Margherita (1323-1368), sposata nel 1347 a Luigi II di Fiandra (1330-1384)
- Maria (1325-1399), sposata nel 1347 a Rinaldo III di Gheldria (1333-1371)
- Giovanni (1327-1335)
- Enrico (†1349)
- Goffredo (†1352)

Giovanni II da alcune amanti di cui non si conoscono né il nome né gli ascendenti ebbe venti figli illegittimi.

## Ascendenza
|                                                   |                              |                                                      | Genitori                                  |  |  | Nonni |  |  | Bisnonni                              |  |  | Trisnonni                            |  |
|                                                   |                              |                                                      |                                           |  |  |       |  |  | Enrico III, duca di Brabante e Lorena |  |  | Enrico II, duca di Brabante e Lorena |  |
|                                                   |                              |                                                      |                                           |  |  |       |  |  | Enrico III, duca di Brabante e Lorena |  |  | Enrico II, duca di Brabante e Lorena |  |
|                                                   |                              | Maria di Svevia                                      |                                           |  |  |       |  |  | Enrico III, duca di Brabante e Lorena |  |  |                                      |  |
| Giovanni I, duca di Brabante, Lorena e Limburgo   |                              |                                                      |                                           |  |  |       |  |  | Enrico III, duca di Brabante e Lorena |  |  |                                      |  |
|                                                   |                              | Alice di Borgogna                                    | Ugo IV, duca di Borgogna                  |  |  |       |  |  |                                       |  |  |                                      |  |
|                                                   |                              | Alice di Borgogna                                    | Ugo IV, duca di Borgogna                  |  |  |       |  |  |                                       |  |  |                                      |  |
|                                                   |                              | Alice di Borgogna                                    | Yolanda di Dreux                          |  |  |       |  |  |                                       |  |  |                                      |  |
| Giovanni II, duca di Brabante, Lorena e Limburgo  |                              | Alice di Borgogna                                    |                                           |  |  |       |  |  |                                       |  |  |                                      |  |
|                                                   |                              | Guido di Dampierre, conte di Fiandra                 | Guglielmo II, signore di Dampierre        |  |  |       |  |  |                                       |  |  |                                      |  |
|                                                   |                              | Guido di Dampierre, conte di Fiandra                 | Guglielmo II, signore di Dampierre        |  |  |       |  |  |                                       |  |  |                                      |  |
|                                                   |                              | Guido di Dampierre, conte di Fiandra                 | Margherita II, contessa di Fiandra        |  |  |       |  |  |                                       |  |  |                                      |  |
| Margherita di Dampierre                           |                              | Guido di Dampierre, conte di Fiandra                 |                                           |  |  |       |  |  |                                       |  |  |                                      |  |
|                                                   |                              | Matilde di Béthune                                   | Roberto VII, signore di Béthune           |  |  |       |  |  |                                       |  |  |                                      |  |
|                                                   |                              | Matilde di Béthune                                   | Roberto VII, signore di Béthune           |  |  |       |  |  |                                       |  |  |                                      |  |
|                                                   |                              | Matilde di Béthune                                   | Isabella di Morialmé                      |  |  |       |  |  |                                       |  |  |                                      |  |
| Giovanni III, duca di Brabante, Lorena e Limburgo |                              | Matilde di Béthune                                   |                                           |  |  |       |  |  |                                       |  |  |                                      |  |
|                                                   | Enrico III, re d'Inghilterra | Giovanni, re d'Inghilterra                           |                                           |  |  |       |  |  |                                       |  |  |                                      |  |
|                                                   | Enrico III, re d'Inghilterra | Giovanni, re d'Inghilterra                           |                                           |  |  |       |  |  |                                       |  |  |                                      |  |
|                                                   | Enrico III, re d'Inghilterra | Isabella d'Angoulême                                 |                                           |  |  |       |  |  |                                       |  |  |                                      |  |
| Edoardo I, re d'Inghilterra                       | Enrico III, re d'Inghilterra |                                                      |                                           |  |  |       |  |  |                                       |  |  |                                      |  |
|                                                   |                              | Eleonora di Provenza                                 | Raimondo Berengario IV, conte di Provenza |  |  |       |  |  |                                       |  |  |                                      |  |
|                                                   |                              | Eleonora di Provenza                                 | Raimondo Berengario IV, conte di Provenza |  |  |       |  |  |                                       |  |  |                                      |  |
|                                                   |                              | Eleonora di Provenza                                 | Beatrice di Savoia                        |  |  |       |  |  |                                       |  |  |                                      |  |
| Margherita d'Inghilterra                          |                              | Eleonora di Provenza                                 |                                           |  |  |       |  |  |                                       |  |  |                                      |  |
|                                                   |                              | Ferdinando III, re di Castiglia e León               | Alfonso IX, re di León                    |  |  |       |  |  |                                       |  |  |                                      |  |
|                                                   |                              | Ferdinando III, re di Castiglia e León               | Alfonso IX, re di León                    |  |  |       |  |  |                                       |  |  |                                      |  |
|                                                   |                              | Ferdinando III, re di Castiglia e León               | Berenguela, regina di Castiglia           |  |  |       |  |  |                                       |  |  |                                      |  |
| Eleonora di Castiglia                             |                              | Ferdinando III, re di Castiglia e León               |                                           |  |  |       |  |  |                                       |  |  |                                      |  |
|                                                   |                              | Giovanna di Dammartin, contessa di Aumale e Ponthieu | Simone di Dammartin, conte di Aumale      |  |  |       |  |  |                                       |  |  |                                      |  |
|                                                   |                              | Giovanna di Dammartin, contessa di Aumale e Ponthieu | Simone di Dammartin, conte di Aumale      |  |  |       |  |  |                                       |  |  |                                      |  |
|                                                   |                              | Giovanna di Dammartin, contessa di Aumale e Ponthieu | Maria, contessa di Ponthieu               |  |  |       |  |  |                                       |  |  |                                      |  |
|                                                   |                              | Giovanna di Dammartin, contessa di Aumale e Ponthieu |                                           |  |  |       |  |  |                                       |  |  |                                      |  |